# Guillaume V de Saint-Omer
Pour les articles homonymes, voir Guillaume V et Guillaume de Saint-Omer.
Guillaume V de Saint-Omer (vers 1171 - vers 1246) est châtelain de Saint-Omer de 1192 jusqu'à sa mort, ainsi que seigneur de Beaurain et de Fauquembergues.
Né vers 1171, il est le fils aîné de Guillaume IV de Saint-Omer et d'Ida d'Avesnes. Il est attesté dans les chartes émises par son père à partir de 1185, et quelque temps entre 1190 et 1192, il succède à son père, qui meurt en Terre Sainte. Il est attesté dans de nombreuses chartes et actes de propriété ainsi que de donation à l'Église au cours des décennies suivantes. Il prête à plusieurs reprises serment de fidélité au roi Philippe Auguste lors des conflits de ce dernier avec ses voisins, et est parfois cité parmi les feudataires flamands de la cour de France. Il épouse Imagina de Looz, fille de Gérard II, comte de Looz.
Le mariage est sans descendance, et après sa mort (entre mars 1246 et août 1247), son seul frère survivant, Guillaume VI de Saint-Omer, lui succède.